# فرنك هيرزر
فيرينك هيرزر (بالمجرية: Hirzer Ferenc)‏ (21 نوفمبر 1902 - 28 أبريل 1957) المعروف في المجر بـ فرنس هيرش كان لاعب كرة قدم ومدرب مجري، لعب في مركز الهجوم خلال عقد 1910 و 1920. عرف بوقته باللعب لنادي يوفنتوس الإيطالي. ولاعب منتخب المجر لكرة القدم ، ويعتبر أحد هدافي الدوري الإيطالي الممتاز لكرة القدم بإحرازه 35 هدفا حيث أحرز في نفس الموسم مع فريق يوفينتوس دوري الدرجة الأولى الإيطالي 1925-1926

## روابط خارجية
- فرنك هيرزر على موقع قاعدة بيانات كرة القدم.إي يو (الإنجليزية)
- فرنك هيرزر على موقع قاعدة بيانات كرة القدم.إي يو (الإنجليزية)
- فرنك هيرزر على موقع ناشيونال فوتبول تيمز (الإنجليزية)
- فرنك هيرزر على موقع عالم كرة القدم.نت (الإنجليزية)
- فرنك هيرزر على موقع أوليمبيديا (الإنجليزية)